# Virginias viceguvernör
Virginias viceguvernör ((engelska: Lieutenant Governor of Virginia) är det näst högst valbara ämbetet i den amerikanska delstaten Virginias delstatsstyre efter guvernören. Viceguvernören utses i allmänna val vart fjärde år och kan till skillnad från guvernören ställa upp för omval. 
Vid händelse av guvernörens frånfälle eller avgång står viceguvernören högst i successionsordningen. Viceguvernören är ex officio även talman för Virginias senat samt ledamot i ett antal delstatliga nämnder och styrelser.
Nuvarande viceguvernör är republikanen Winsome Sears som tjänstgör under partikamraten guvernör Glenn Youngkin.

## Bakgrund
Det nuvarande viceguvernörsämbetet inrättades 1851, men viceguvernörer hade tidigare funnits även under kolonialtiden.